# 奧地利的法蘭茲·卡爾
弗朗茨·卡尔大公（Archduke Franz Karl of Austria）（1802年12月17日—1878年3月8日），奧地利皇帝斐迪南一世之弟，是奧地利皇帝弗朗茨·約瑟夫一世的生父，也是末代皇帝卡爾一世的曾祖父。1848年无子的斐迪南退位后，他在妻子苏菲敦促下放弃继承权，而由自己的长子继位。

## 家庭
1824年，法蘭茲·卡爾和巴伐利亞的巴伐利亚王国的苏菲公主結婚。蘇菲的父親是巴伐利亞國王馬克西米利安一世，母親是巴登的卡羅琳公主。兩人共有4子1女:
1. 法蘭茲·約瑟夫（1830年-1916年），奧匈帝國皇帝。
2. 馬克西米利安（1832年-1867年），墨西哥皇帝（稱馬西米連諾一世），1867年被枪决。
3. 卡爾·路德維希（1833年-1896年），末代皇帝卡尔一世的祖父。
4. 玛丽亞·安娜（1835年-1840年），夭折。
5. 路德維希·维克托（1842年-1919年）終生未婚，享年77岁。